# Niederfladnitz und Khaya

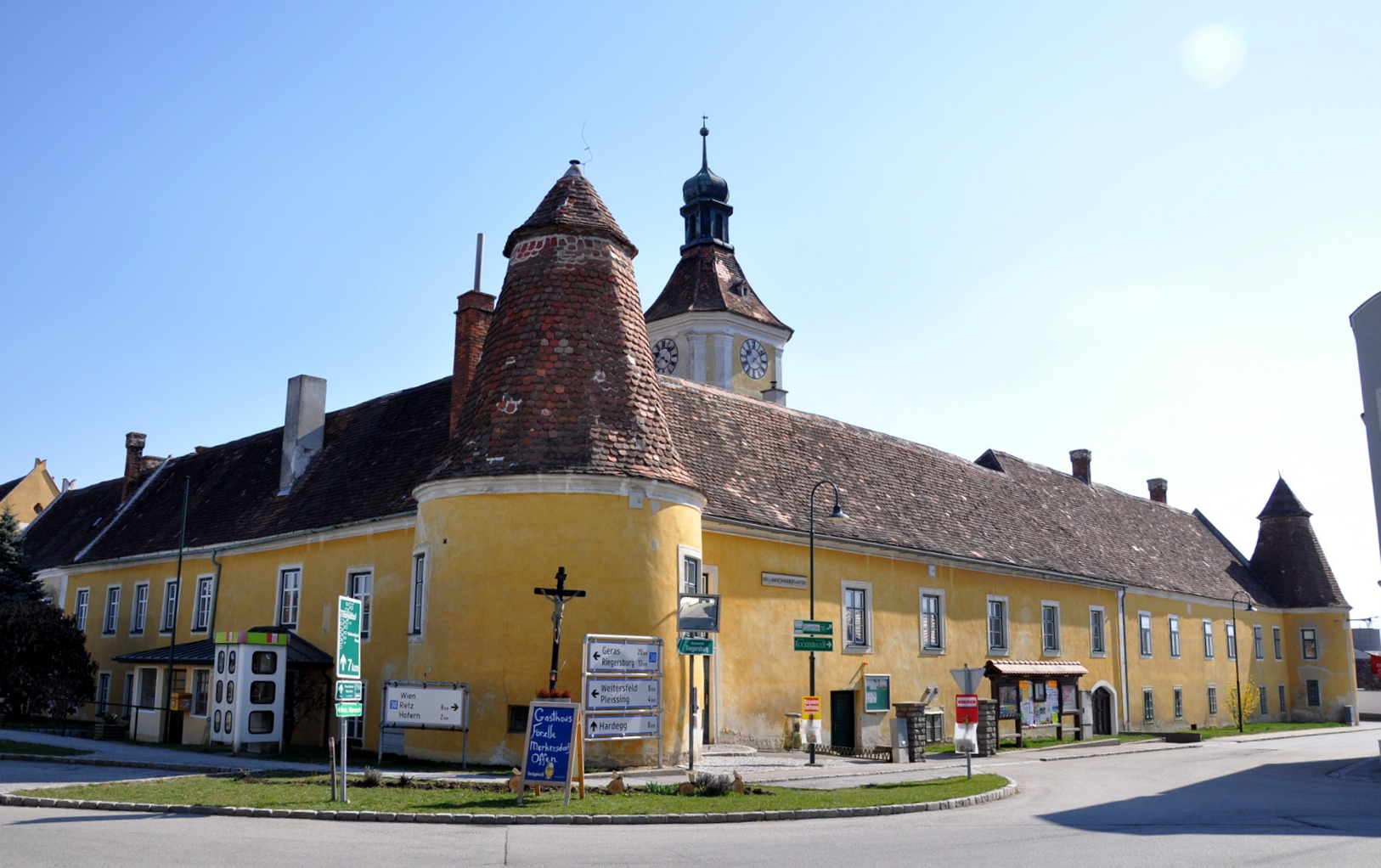
Schloss Niederfladnitz, Sitz der Verwaltung (2012)

Die Herrschaft Niederfladnitz und Khaya war eine Grundherrschaft im Grenzbereich des Viertels ober und unter dem Manhartsberg im Erzherzogtum Österreich unter der Enns, dem heutigen Niederösterreich.

## Ausdehnung
Die Herrschaft, zu der auch die Gülte Steinhof in Unterretzbach gehörte, umfasste zuletzt die Ortsobrigkeit über Niederfladnitz, Hofern, Unterretzbach und Karlsdorf. Der Sitz der Verwaltung befand sich im Schloss Niederfladnitz.

## Geschichte
Letzter Inhaber der Allodialherrschaft war Vincenz Karl Fürst von Auersperg (1812–1867), der diese im Zuge der Reformen 1848/1849 auflöste.